# Systémový operátor
Systémový operátor, ve zkratce SysOp (z angl.), je obecně používaný termín pro administrátora systémové vývěsky – Bulletin board system, BBS), nebo administrátora v prostoru zvláštního zájmu nějaké on-line služby, nebo historicky, operátoři počítačového systému, speciálně sálových počítačů.
Použití tohoto termínu vrcholilo v 90. letech 20. století, kdy se používal téměř výlučně pro operátory BBS. Osoba, která na internetu dělala ekvivalentní práci, začala používat podobný termín SysAdmin, tedy systémový administrátor.
Co-SysOp (tedy „spolu-administrátor“) byl uživatel, který měl určitá privilegia na BBS. Obecně, tito měli pomáhat ověřovat (potvrzovat) uživatele a dohlížet na diskusní fóra.